# Lago Utopia (Novo Brunswick)
O Lago Utopia é um lago de água doce localizado no leste do condado de Charlotte, na província de New Brunswick, Canadá.

## Descrição
Este lago que está ligado ao rio Magaguadavic pelo segundo canal natural mais profundo do mundo, tem ao longo da sua costa sul e nordeste da cidade de St. George, facto que contribuiu para que seja um destino popular para o lazer, sendo possível actividades como a natação, a canoagem e a pesca que é muito popular durante o ano inteiro, principalmente por quem tem moradias nos arredores do lago. 
Entre os principais peixes encontrados no lago estão os Micropterus Dolomieu, as trutas, as percas e as enguias do rio.
Este lago tem aproximadamente 7 km de comprimento e entre 0,8 e 2,8 quilómetros de largura. O nível de águas do lago varia ao longo do ano, sendo quando o caudal é maior permitido a produção de electricidade através de uma barragem hidroeléctrica instalada no rio Maguadavic próximo de St. George. 
Em redor do lago encontra-se uma floresta mista nos territórios do povo Acadiano, sendo as suas margens pontilhadas por campos rústicos e casas de veraneio de grande porte.
Neste lago o principal local de destino para a actividade de natação é na Praia do Canal, na costa ocidental do lago. Esta praia ocupa um trecho de 0,5 quilómetros de costa, estendendo-se até à cidade de St. George que colocou areia branca para dos banhistas.
Imediatamente a norte da Praia do Canal está o canal natural que liga o lago para o Rio Magaguadavic. Esta Praia está equipada com equipamento de vólei de praia, um parque infantil, um refeitório, banheiros e vestiários.
Na costa oriental do lago existe também um local de natação de menor dimensão, a Praia do Escoteiro, nome que provêm do facto do local ser usado como acampamento de escuteiros com regularidade. Esta praia é conhecida localmente como "um ponto partida", por ser o local anfitrião de duas ou três grandes encontros de escutismo a cada verão.

## Medalhão do Lago Utopia
O medalhão do Lago Utopia, descoberto em 1862, foi esculpido em granito provavelmente durante a expedição de Pierre Du Gua de Mons em 1604 e representa um retrato de um aliado americano nativo, amigo do explorador.
O medalhão está em exibição no Museu de Nova Brunswick. A exploração industrial de granito começou em 1872, quando um artista em Nova York, Charles Ward fundou a companhia de exploração de granito "The Bay of Fundy Red Granite Company".
A rocha extraída, nas margens do lago e área circundante, é transformado em St. George, que tem seis instalações que exercem esta actividade desde 1890.
As empresas da região tiveram contudo, enfrentar a concorrência europeia e a pedreira foi fechada em 1953.
O granito aqui explorado era geralmente de cor vermelha brilhante, embora houvesse outras cores. Esta perda era tida como de qualidade superior e foi utilizada na construção de muitos edifícios.

## O monstro do lago
Uma lenda local refere que o lago é habitado por um monstro marinho conhecido como o Monstro do Lago Utopia. A história conta que há muito tempo duas mulheres nativas dos Maliseet foram fazer canoagem no lago quando de repente o monstro apareceu e perseguiu-os de um lado para o outro. Desde a chegada dos europeus à área no final do século XVIII, a história tem continuado, com novos avistamentos relatados a cada três anos e cinco.
Como observado numa pesquisa feita pelo criptozoólogo Loren Coleman, os moradores têm chamado a esta entidade  "Ned Velha". Este ser, segundo informa, tem uma forma longa e volumosa decididamente como os cetáceos, e pode ser representante de um grupo desconhecido de animais que viajam entre o lago de Utopia e o oceano Atlântico em ciclos de rotina relacionadas à reprodução e alimentação.

## Avistamentos
- 1867 – Trabalhadores de uma serraria afirmam ter visto algo de 9,1 metros (30 pés) de comprimento e 3,0 metros (10 pés) de largura nas águas do lago, sendo que outras pessoas afirmam  ter visto o mesmo dias depois.
- 1868 – Um reportar da Saint Croix Courier afirma que ele e uma outra testemunha viram o monstro.
- 1872 - Os nativos descrevem ter visto um monstro aterrorizante com uma grande cabeça e mandíbulas sangrentas seguindo as suas canoas.
- 1891 – Os registos de William Francis Ganong, feitos no seu caderno, a partir de uma descrição de terceiros, um madeireiro que afirmou ter visto o monstro 20 anos antes (1870), descrevem o monstro: "Era vermelho escuro, a parte que mostra acima da água era de 20 metros de comprimento e tão grande ao redor como um barril pequeno, era muito parecido com uma enguia grande".
- 1969 - O Saint John Evening "Times Globo" numa entrevista feita à Sra. Fred McKillop, informa ter visto uma enorme criatura 18 anos antes. "Parecia uma enorme pedra preta ... Ele movia-se para cima e para baixo do lago, fazendo agitar a água, fazendo com que grandes ondas".
- 1982 - Sherman Hatt declara que ele e a sua família viram uma grande criatura que parecia um submarino fazendo espuma dos dois lados do corpo e uma corcunda fora da água com cerca de 3,0 metros (10 pés) de comprimento.
- 1996 - Roger Wilcox e Lois foram fazer canoagem no lago quando viram as ondulações a quebrar na superfície plácida das águas a cerca de 100 metros de distância deles. O movimento dirigia-se em direcção a Ilha de Cannonball, um ponto de observação comum monstro. Wilcox relata o monstro como sendo de 15 metros (40 a 50 pés) de comprimento, ondulado na parte de cima do corpo.